# 平松悠歩
平松悠歩（ひらまつ ゆうほ）は、日本のクラシック音楽のピアニスト。

## 経歴
4歳より母の手ほどきのもとピアノを始める。10歳の時、中村紘子ピアノ公開レッスンに1年間出演、受講。茨城大学教育学部附属中学校卒業し、茨城キリスト教学園高校に全額給費特待生として入学。卒業後は東京音楽大学ピアノ演奏家コースに入学。在学中、特別待遇奨学金を得る。2008年には同大学研究科を修了。2010年、ドイツ国立ミュンヘン音楽大学大学院マイスタークラスを修了し、同年秋に拠点をモスクワに移す。現在は、チャイコフスキー記念ロシア国立モスクワ音楽院に在籍中。
2006年には浜松国際ピアノアカデミーを受講。
2009年、2010年イタリアにてエリソ・ヴィルサラーゼによる国際マスタークラスを受講。

## 受賞歴
- PTNAピアノコンペティション・コンチェルト部門上級第1位（2000年）[1]
- 第5回かずさアカデミア音楽コンクール第1位（2005年）[2]
- 日本学生支援機構JASSO 優秀学生顕彰にて文化芸術部門優秀賞を受賞（2005年）
- 第3回北本ピアノコンクール H部門第1位。併せて総合グランプリ受賞（2006年）[3]
- 第12回コンセール・マロニエ21(Concert Marronnier21)ピアノ部門 第1位（2007年）[4]
- 第3回東京芸術センター記念コンクール 芸術センター記念賞受賞（2008年）[5]
- 東京芸術センター2008年度年間最優秀ピアニスト（2009年）[6]
- ヴォルトゥーノ国際ピアノコンクール第1位(2010年)
- Maria Yudina International Piano Competition 第1位(2012年)

## 活動
コンチェルト（ピアノ協奏曲）のレパートリーはモーツァルト20番、ベートーヴェン1番、ショパン1番、チャイコフスキー1番、ラヴェルト長調、グリーグ、スクリャービンなどで、これまでに東京フィルハーモニー交響楽団、オーケストラアンサンブル金沢、セントラル愛知交響楽団、ニューフィルハーモニーオーケストラ千葉、那須フィルハーモニー管弦楽団、栃木県交響楽団、Gross Vogel Philharmoniker, イ・ソリスティ・イバラキ、ひたちなか市民オーケストラなど多数のオーケストラと共演している。
日本国内各地に於いて、リサイタル、コンサートに招かれる他、近年ではドイツやイタリアを始めとし、ヨーロッパ各地で演奏活動を展開している。
留学前の1年半に、東京丸ビル、新丸ビルアトリウムにて計約50日（150ステージ）のコンサートに出演。2007年、2008年「ラ・フォル・ジュルネ・オ・ジャポン『熱狂の日』音楽祭」関連コンサートに出演。
ピアノを、播本枝未子、倉澤仁子、ミヒャエル・シェーファー、ゲルハルト・オピッツ、エリソ・ヴィルサラーゼに師事。